# 淵田康之
淵田 康之（ふちた やすゆき、1958年 - ）は、日本の公認会計士。

## 略歴
北海道生まれ、1981年東京大学経済学部卒。野村総合研究所入社。同社資本市場研究部長を経て、2004年野村資本市場研究所設立に伴い同研究所執行役、2011年より研究理事。2003年から2010年まで金融審議会委員、2010年より公認会計士・監査審査会委員。シカゴ大学MBA。CFA認定証券アナリスト。

## 著書
- 『証券ビッグバン 日本市場大改革への構想』日本経済新聞社 1997
- 『電子証券取引 証券ビッグバンの切り札』経済法令研究会 1997
- 『XBRL入門 財務情報の新たなグローバルスタンダード』日本経済新聞社 2003
- 『グローバル金融新秩序 G20時代のルールを読み解く』日本経済新聞出版社 2009
- 『キャッシュフリー経済 日本活性化のFinTech戦略』日本経済新聞出版社 2017

### 共編
- 『証券用語辞典 新版』武田昌輔, 上村達男, 森平爽一郎共責任編集  BSIエデュケーション 2000　銀行研修社 2007
- 『検証アメリカの資本市場改革』大崎貞和共編 日本経済新聞社 2002
- 『ファイナンシャル・ゲートキーパー 投資家を守るのは誰か』東京国際研究クラブ監修,ロバート・E.ライタン共編 東洋経済新報社 2006
- 『新しい資本市場 商品と組織のイノベーション』東京国際研究クラブ監修, ロバート・E.ライタン共編 東洋経済新報社 2007
- 『投資信託の将来』東京国際研究クラブ監修,ロバート・E.ライタン共編 東洋経済新報社 2008

## 論文
- <淵田康之